# Leichtathletik-Europameisterschaften 2006/100 m der Frauen

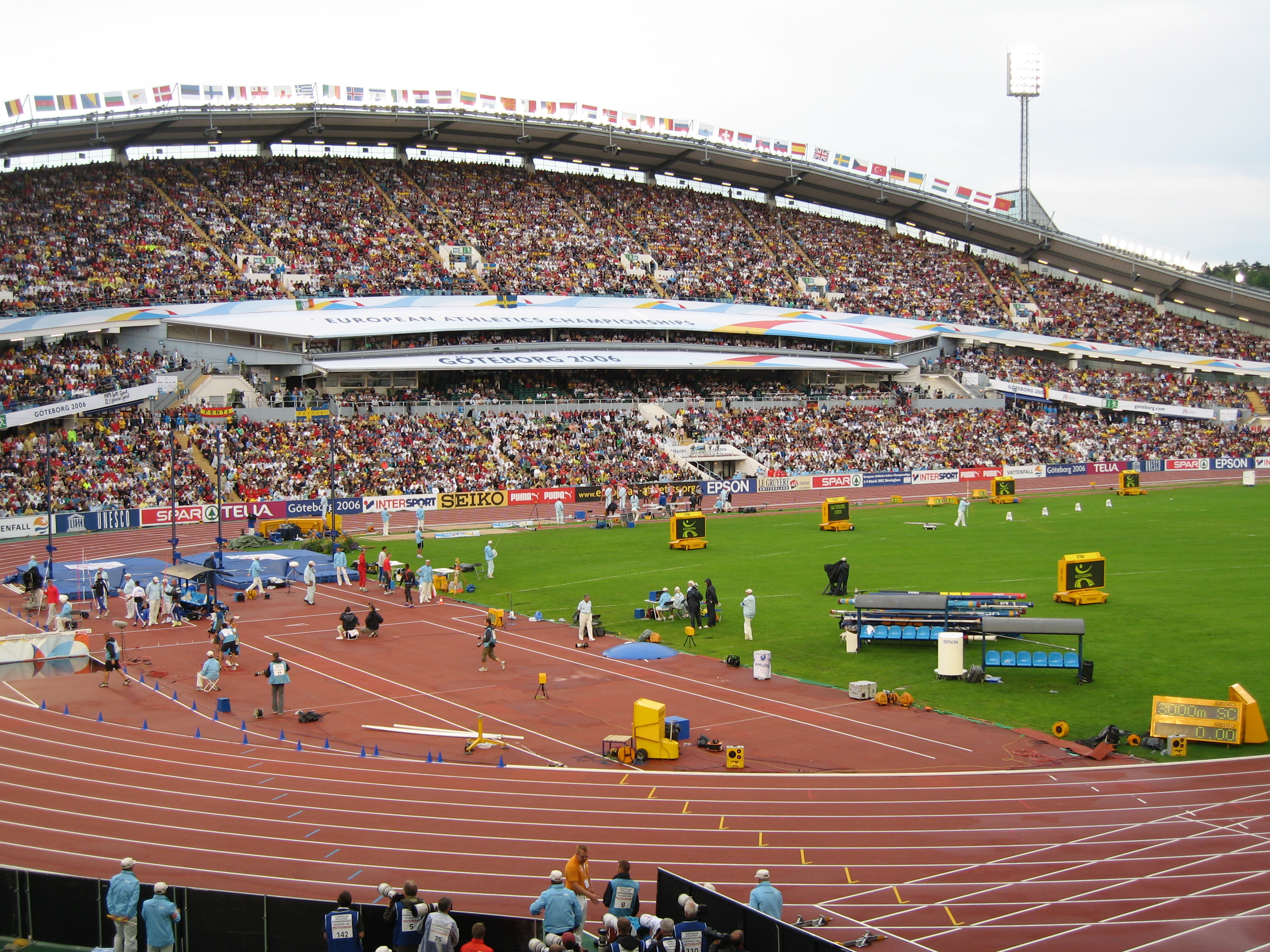
Das Ullevi-Stadion in Göteborg während der Europameisterschaften 2006

Der 100-Meter-Lauf der Frauen bei den Leichtathletik-Europameisterschaften 2006 wurde am 8. und 9. August 2006 im Ullevi-Stadion der schwedischen Stadt Göteborg ausgetragen.
Die russischen Sprinterinnen errangen in diesem Wettbewerb mit Silber und Bronze zwei Medaillen. Europameisterin wurde die belgische Vizeeuropameisterin von 2002 Kim Gevaert, die zwei Tage darauf auch den Titel über 200 Meter gewann. Den zweiten Platz belegte Jekaterina Grigorjewa vor Irina Chabarowa.

## Bestehende Rekorde
| Weltrekord           | 10,49 s | Florence Griffith-Joyner | Indianapolis, USA   | 16. Juli 1988   |
| Europarekord         | 10,73 s | Christine Arron          | EM Budapest, Ungarn | 18. August 1998 |
| Meisterschaftsrekord | 10,73 s | Christine Arron          | EM Budapest, Ungarn | 18. August 1998 |

Der bestehende EM-Rekord wurde bei diesen Europameisterschaften nicht erreicht. Die schnellste Zeit erzielte die belgische Europameisterin Kim Gevaert im Finale mit 11,06 s bei einem Rückenwind von 0,8 m/s, womit sie 33 Hundertstelsekunden über dem Rekord, gleichzeitig Europarekord, blieb. Zum Weltrekord fehlten ihr 57 Hundertstelsekunden.

## Legende
| DNS | nicht am Start (did not start) |

## Vorrunde
Die Vorrunde wurde in vier Läufen durchgeführt. Die ersten drei Athletinnen pro Lauf – hellblau unterlegt – sowie die darüber hinaus vier zeitschnellsten Läuferinnen – hellgrün unterlegt – qualifizierten sich für das Halbfinale.

### Vorlauf 1
8. August 2006, 11:50 Uhr
Wind: +0,8 m/s
| Platz | Name                  | Nation         | Zeit (s) |
| ----- | --------------------- | -------------- | -------- |
| 1     | Kim Gevaert           | Belgien        | 11,19    |
| 2     | Jekaterina Grigorjewa | Russland       | 11,27    |
| 3     | Anyika Onuora         | Großbritannien | 11,38    |
| 4     | Daria Onyśko          | Polen          | 11,45    |
| 5     | Anna Boyle            | Irland         | 11,60    |
| 6     | Heidi Hannula         | Finnland       | 11,64    |
| 7     | Kristina Žumer        | Slowenien      | 11,69    |

### Vorlauf 2

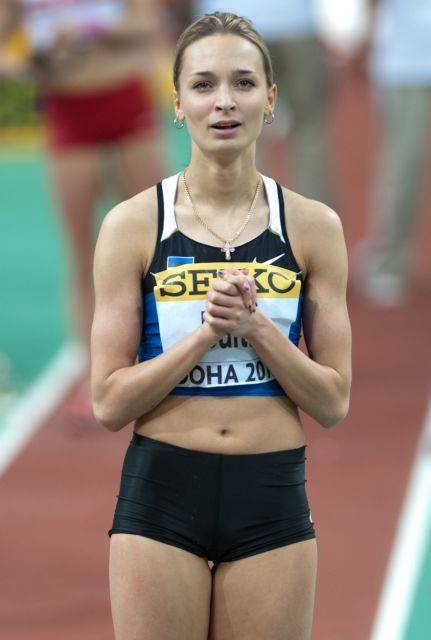
Als Vierte ihres Vorlaufs fehlten Ksenija Balta zwei Hundertstelsekunden für das Halbfinale
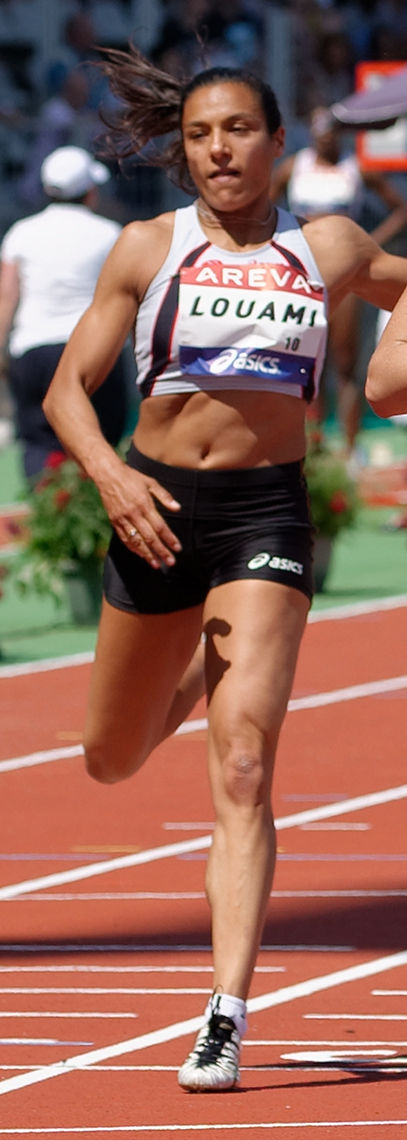
Carima Louami erreichte Rang fünf in ihrem Vorlauf und schied damit aus
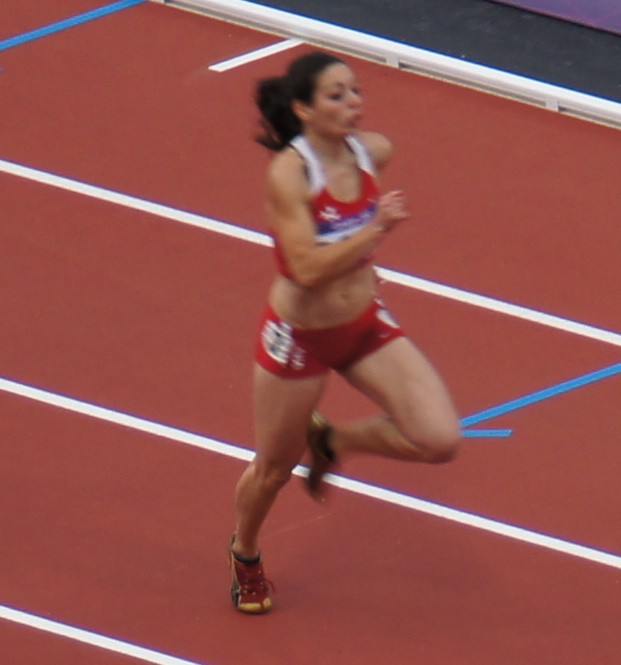
Diane Borg blieb als Achte des zweiten Vorlaufs chancenlos

8. August 2006, 11:58 Uhr
Wind: +1,0 m/s
| Platz | Name                   | Nation         | Zeit (s) |
| ----- | ---------------------- | -------------- | -------- |
| 1     | Joice Maduaka          | Großbritannien | 11,24    |
| 2     | Alena Neumjarschyzkaja | Belarus        | 11,28    |
| 3     | Merlene Ottey          | Slowenien      | 11,41    |
| 4     | Ksenija Balta          | Estland        | 11,47    |
| 5     | Carima Louami          | Italien        | 11,48    |
| 6     | Katja Wakan            | Deutschland    | 11,54    |
| 7     | Aleksandra Vojneska    | Mazedonien     | 12,15    |
| 8     | Diane Borg             | Malta          | 12,42    |

### Vorlauf 3
8. August 2006, 12:06 Uhr
Wind: −0,2 m/s
| Platz | Name                    | Nation         | Zeit (s) |
| ----- | ----------------------- | -------------- | -------- |
| 1     | Julija Guschtschina     | Russland       | 11,29    |
| 2     | Véronique Mang          | Frankreich     | 11,31    |
| 3     | Emma Ania               | Großbritannien | 11,41    |
| 4     | Pia Tajnikar            | Slowenien      | 11,45    |
| 5     | Bettina Müller-Weissina | Österreich     | 11,61    |
| 6     | Audra Dagelyte          | Litauen        | 11,74    |
| 7     | Emma Rienas             | Schweden       | 11,76    |

### Vorlauf 4
8. August 2006, 12:14 Uhr
Wind: +1,0 m/s
| Platz | Name               | Nation       | Zeit (s) |
| ----- | ------------------ | ------------ | -------- |
| 1     | Sylviane Félix     | Frankreich   | 11,26    |
| 2     | Irina Chabarowa    | Russland     | 11,27    |
| 3     | Georgia Kokloni    | Griechenland | 11,29    |
| 4     | Julija Neszjarenka | Belarus      | 11,33    |
| 5     | Verena Sailer      | Deutschland  | 11,45    |
| 6     | Belén Recio        | Spanien      | 11,48    |
| 7     | Dorota Dydo        | Polen        | 11,61    |
| DNS   | Emily Maher        | Irland       |          |

## Halbfinale
Aus den beiden Halbfinalläufen qualifizierten sich die jeweils ersten vier Athletinnen – hellblau unterlegt – für das Finale.

### Lauf 1

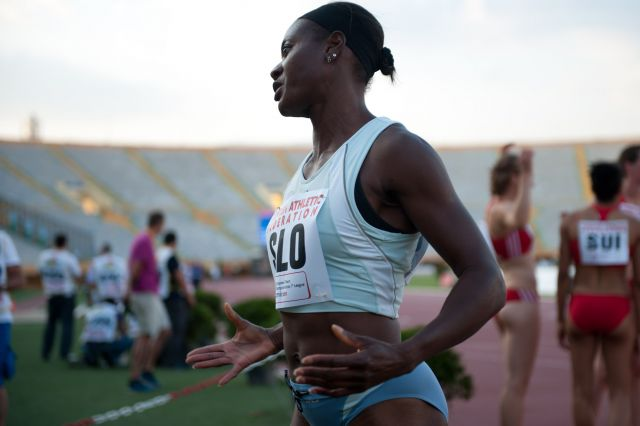
Merlene Ottey – jetzt für Slowenien startend – verpasste das Finale um einen Rang
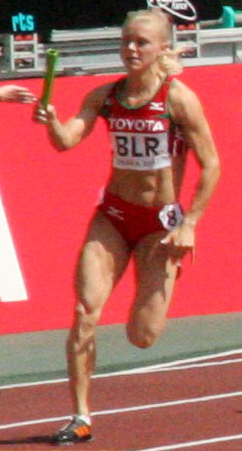
Alena Neumjarschyzkaja fehlten als Fünfte ihres Halbfinallaufs vier Hundertstelsekunden zum Erreichen des Endlaufs
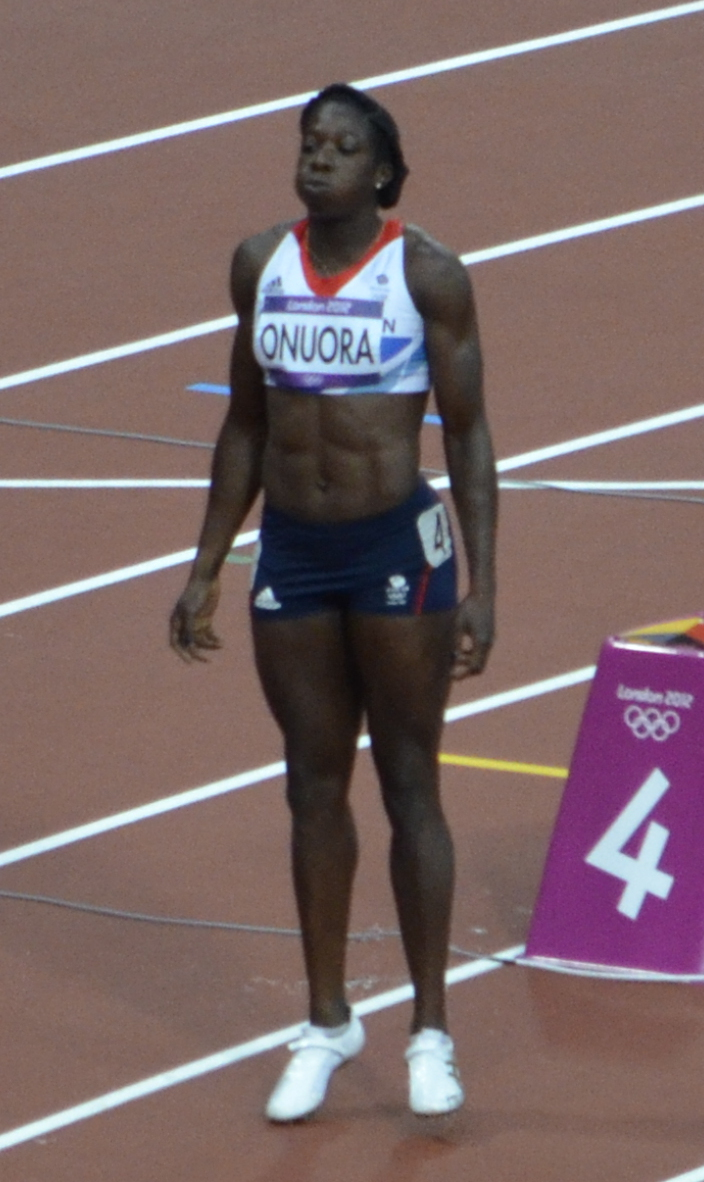
Anyika Onuora belegte Platz sieben im ersten Semifinale, auch sie lag nur knapp hinter einem Qualifikationsplatz
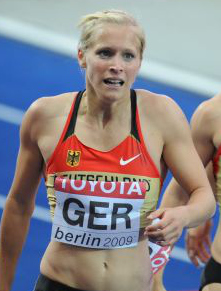
Verena Sailer schied als Achte des ersten Halbfinalrennens aus

9. August 2006, 18:15 Uhr
Wind: +1,2 m/s
| Platz | Name                   | Nation         | Zeit (s) |
| ----- | ---------------------- | -------------- | -------- |
| 1     | Joice Maduaka          | Großbritannien | 11,32    |
| 2     | Irina Chabarowa        | Russland       | 11,33    |
| 3     | Sylviane Félix         | Frankreich     | 11,38    |
| 4     | Daria Onyśko           | Polen          | 11,41    |
| 5     | Merlene Ottey          | Slowenien      | 11,44    |
| 6     | Alena Neumjarschyzkaja | Belarus        | 11,45    |
| 7     | Anyika Onuora          | Großbritannien | 11,45    |
| 8     | Verena Sailer          | Deutschland    | 11,61    |

### Lauf 2

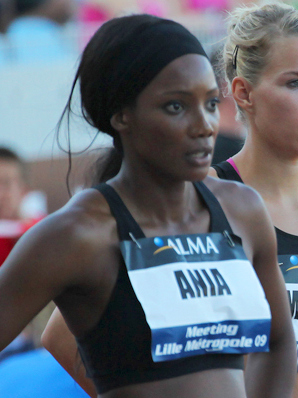
Emma Ania kam in ihrem Semifinalrennen auf den sechsten Platz und schied damit aus
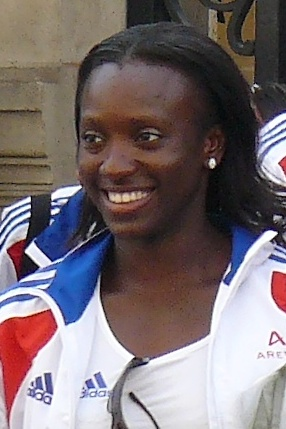
Véronique Mang scheiterte als Sechste des zweiten Laufs im Semifinale
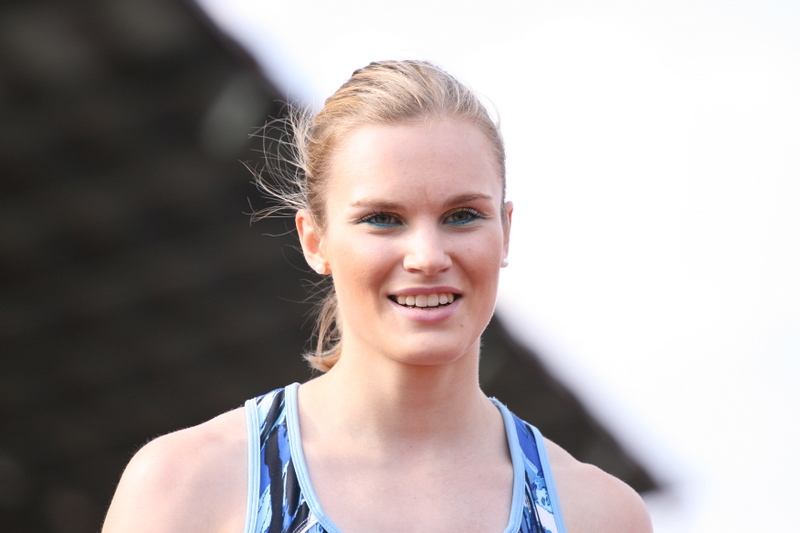
Für Pia Tajnikar war als Achte in ihres Rennens im Halbfinale Endstation

9. August 2006, 18:24 Uhr
Wind: +0,1 m/s
| Platz | Name                  | Nation         | Zeit (s) |
| ----- | --------------------- | -------------- | -------- |
| 1     | Kim Gevaert           | Belgien        | 11,19    |
| 2     | Julija Guschtschina   | Russland       | 11,25    |
| 3     | Julija Neszjarenka    | Belarus        | 11,28    |
| 4     | Jekaterina Grigorjewa | Russland       | 11,28    |
| 5     | Georgia Kokloni       | Griechenland   | 11,29    |
| 6     | Emma Ania             | Großbritannien | 11,49    |
| 7     | Véronique Mang        | Frankreich     | 11,49    |
| 8     | Pia Tajnikar          | Slowenien      | 11,61    |

## Finale
9. August 2006, 20:25 Uhr
Wind: +0,8 m/s
| Platz | Name                  | Nation         | Zeit (s) |
| ----- | --------------------- | -------------- | -------- |
| 1     | Kim Gevaert           | Belgien        | 11,06    |
| 2     | Jekaterina Grigorjewa | Russland       | 11,22    |
| 3     | Irina Chabarowa       | Russland       | 11,22    |
| 4     | Joice Maduaka         | Großbritannien | 11,24    |
| 5     | Julija Guschtschina   | Russland       | 11,31    |
| 6     | Julija Neszjarenka    | Belarus        | 11,34    |
| 7     | Sylviane Félix        | Frankreich     | 11,40    |
| 8     | Daria Onyśko          | Polen          | 11,43    |

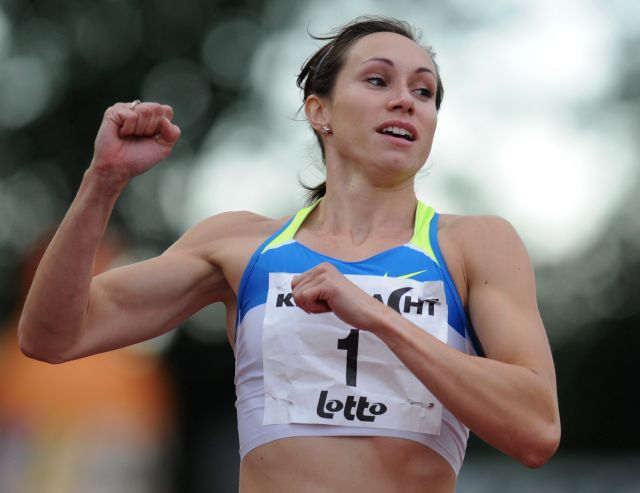
Erster EM-Titel für die Vizeeuropameisterin von 2002 Kim Gevaert – zwei Tage später auch Siegerin über 200 Meter

Kim Gevaert wirkte vom Vorlauf bis zum Halbfinale so souverän, dass sie als klare Favoritin ins Finale ging. Sie wurde dieser Rolle gerecht und siegte überlegen. Kim Gevaert gewann die erste Goldmedaille bei Europameisterschaften für Belgien seit 1971.

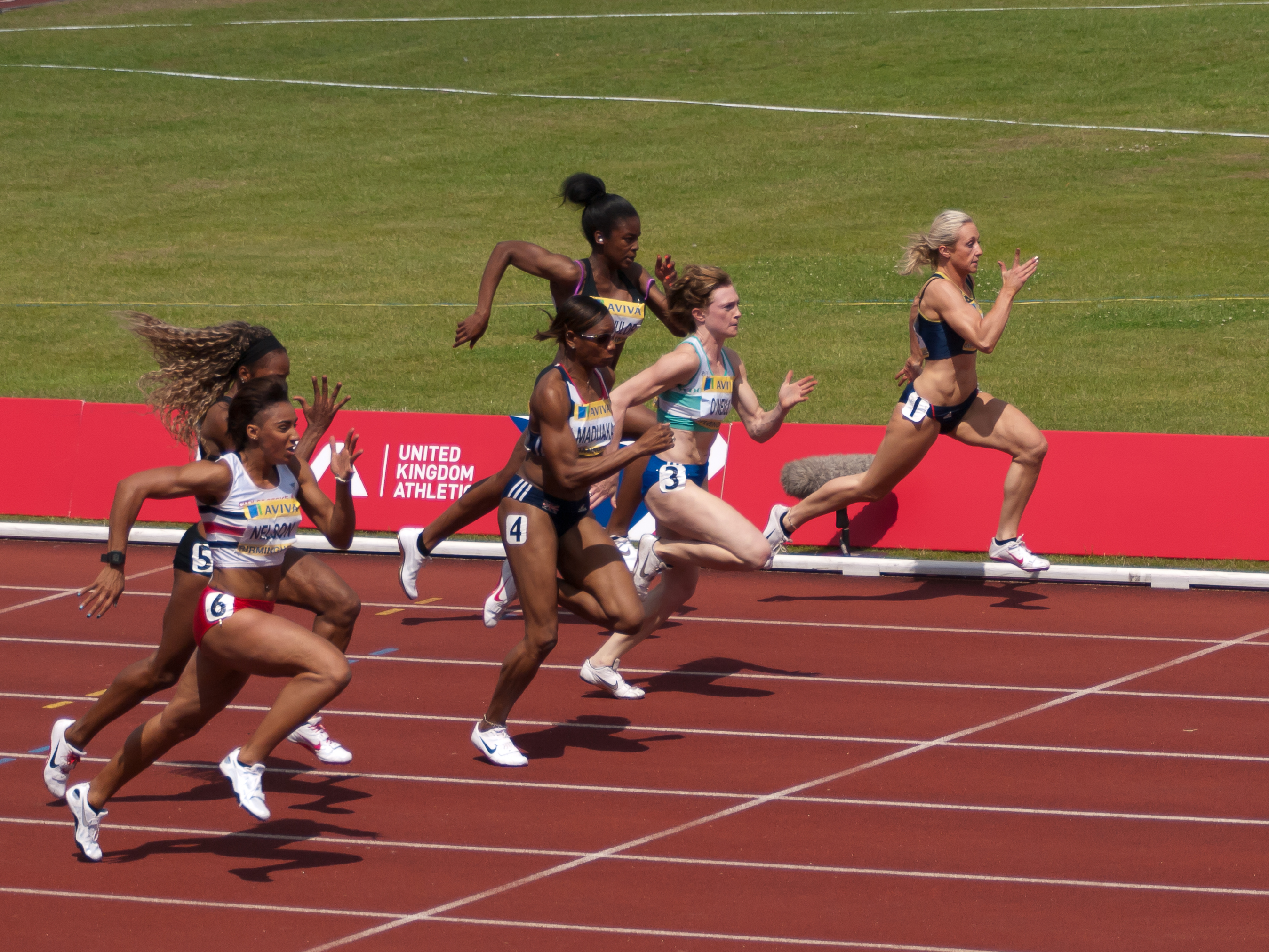
Joice Maduaka (hier im Jahr 2010 mit der Nr. 4) erreichte Platz vier
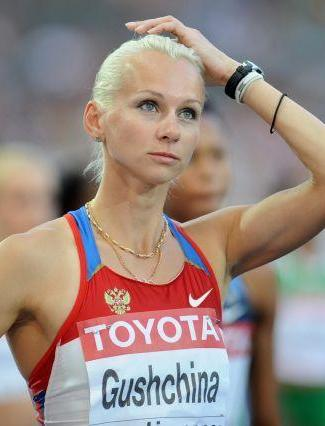
Julija Guschtschina kam auf den fünften Platz
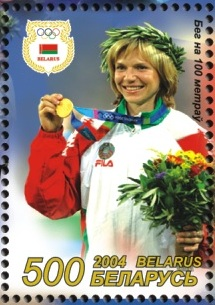
Julija Neszjarenka, 2004 Olympiasiegerin, musste hier mit Rang sechs zufrieden sein
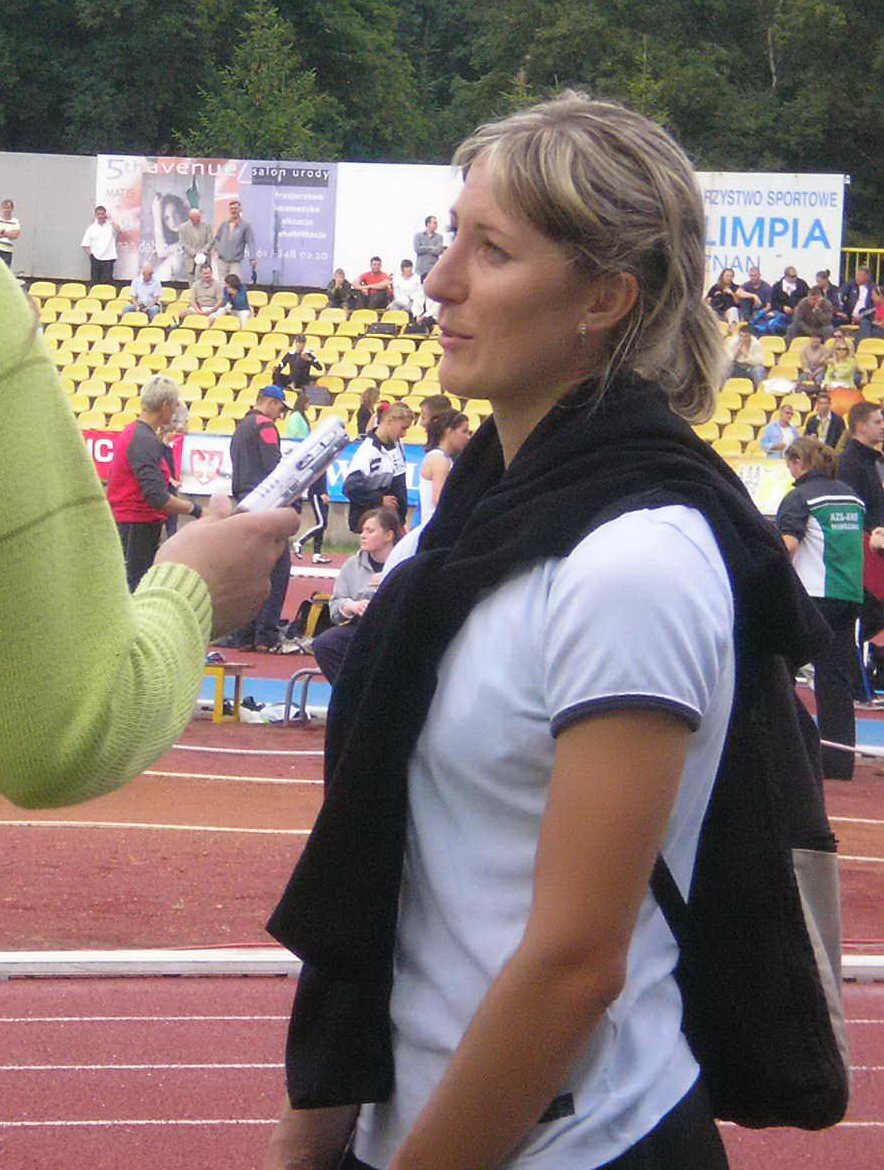
Daria Onyśko wurde Achte in diesem Finale

## Videolinks
- european championship w100 2006, youtube.com, abgerufen am 29. Januar 2023
- Kim Gevaert’s Double Sprint Glory | Gothenburg 2006, youtube.com, abgerufen am 29. Januar 2023